# Гога Битадзе
Гога Битадзе (груз. გოგა ბითაძე; Тбилиси, 20. јул 1999) грузијски је кошаркаш. Игра на позицији центра, а тренутно наступа за Орландо меџик.

## Каријера
Сениорску каријеру је започео у грузијској екипи ВИТА Тбилиси. У Мегу је дошао у децембру 2015. године. У сезони 2015/16. је освојио шампионску титулу у Србији са кадетским тимом Меге а наредне сезоне је био други у Србији са јуниорима уз друго место на Финалном турниру јуниорске Евролиге који је одржан у Истанбулу. Битадзе је целе године пружао бриљантне партије. У Рода Јуниорској лиги Србије је у просеку имао 16,4 поена, 8.3 скока и 2,9 скокова. У јуниорској Евролиги је у просеку бележио 17,1 поен, 11 скока, 3.3 блокаде уз индекс корисности 25.6. Изабран је у најбољу петорку Финалног турнира у Истанбулу. У сезони 2016/17. наступао је на позајмици у Смедереву. Од лета 2017. је постао члан првог тима Мега Бемакса, где се задржао до децембра 2018. године, када је прешао на позајмицу у Будућност ВОЛИ из Подгорице, док је у Мегу из Будућности дошао Зоран Николић. Представљен је пре почетка утакмице Евролиге између Будућности и Фенербахчеа, 20. децембра 2018. Проглашен је за најкориснијег играча регуларног дела Јадранске лиге за сезону 2018/19. Након завршетка Јадранске лиге, у којој је Будућност изгубила од Црвене звезде у финалу плеј офа, Битадзе се у вратио у Мегу Бемакс.
Битадзе је играо за млађе националне селекције Грузије а лета 2017. је дебитовао и за сениорски тим Грузије. Играо је на Европском првенству 2017.

## Успеси

### Клупски
- Будућност:
  - Куп Црне Горе (1): 2019.

### Појединачни
- Звезда у успону Евролиге (1): 2018/19.
- Најкориснији играч Јадранске лиге (1): 2018/19.
- Идеална стартна петорка Јадранске лиге (1): 2018/19.
- Најбољи млади играч Јадранске лиге (1): 2018/19.